# Teresa Van Marcke
Teresa Van Marcke (ook Theresa Vanmarcke) (Nieuwpoort, 23 februari 1924 - Destelbergen, 8 november 2020) was een Vlaams kunstschilder en schrijfster.

## Levensloop
Ze genoot een sierkunstopleiding aan het Sint-Bavo-Instituut in Gent. Ze werd tevens laureate voordracht en toneel aan het Gentse Conservatorium en was, naast haar pedagogische carrière als lerares, ook verbonden aan verscheidene muziekacademies waar ze toneel en voordracht doceerde. 
Ze noemt zichzelf een kind van de zee, opgegroeid in bestendige verwondering om de wisselende schoonheid van de natuur.
Teresa Van Marcke beheerste op de technieken van de aquarelkunst. De zachte, mysterieuze tonaliteit verraadt haar liefde voor poëzie, want naast de schilderkunst bouwde ze een palmares op als woordkunstenares poëzie en proza. Ze had een uitgesproken voorliefde voor jeugdliteratuur en behaalde met De Eenhoorn de Knokke-prijs 1986, voor het beste Vlaamse jeugdboek. Ze schreef tevens diverse scenario's voor de dienst drama van de BRTN (onder meer Dirk van Haveskerke) en toneelbewerkingen voor eigen regie.
Haar jeugdboeken Stem uit Generzijds, Vliegen zonder Vleugels, Benjamien en Angelica werden bestsellers. Ten behoeve van het onderwijs maakte ze twee, op meer dan 20.000 exemplaren verkochte bloemlezingen uit de Nederlandse poëzie.
Toch profileerde Teresa Van Marcke zich het laatste decennium als een subtiele aquarelliste, die dankzij een opmerkelijke technische maturiteit haar natuurwaarnemingen en emoties veropenbaart. Ze bracht de natuur met een licht geabstraheerde penseeltoets op papier. Haar thematiek omvatte meestal de geheimzinnige, in nevels gehulde winterwereld of de betovering van de zee en het berglandschap.
Teresa Van Marcke woonde en werkte in haar landhuis 't Loos Bunder aan de Bunderweg te Sint-Martens-Latem.

## Publicaties
- van der Meulen - Van Marcke, Teresa (1967). Declamatorium der Nederlandse Poëzie. Standaard Uitgeverij.
- Dirk van Haveskerke, jeugdfeuilleton.
- De Eenhoorn, jeugdroman, 1986.
- Vliegen zonder Vleugels, jeugdroman.
- Benjamien en Angelica, jeugdroman.
- Stem uit de generzijde, vertaling van Au diapason du ciel.
- Anastasia, de Russische tsarendochter, toneel.
- Anna Magdalena Bach, de vrouw van Johan Sebastian, toneel.
- Orlandus Lassus en de 16e eeuw, toneel.
- Ramkoning, toneel.